# Merkenich
Merkenich ist ein Stadtteil im linksrheinischen Norden von Köln im Stadtbezirk Chorweiler.

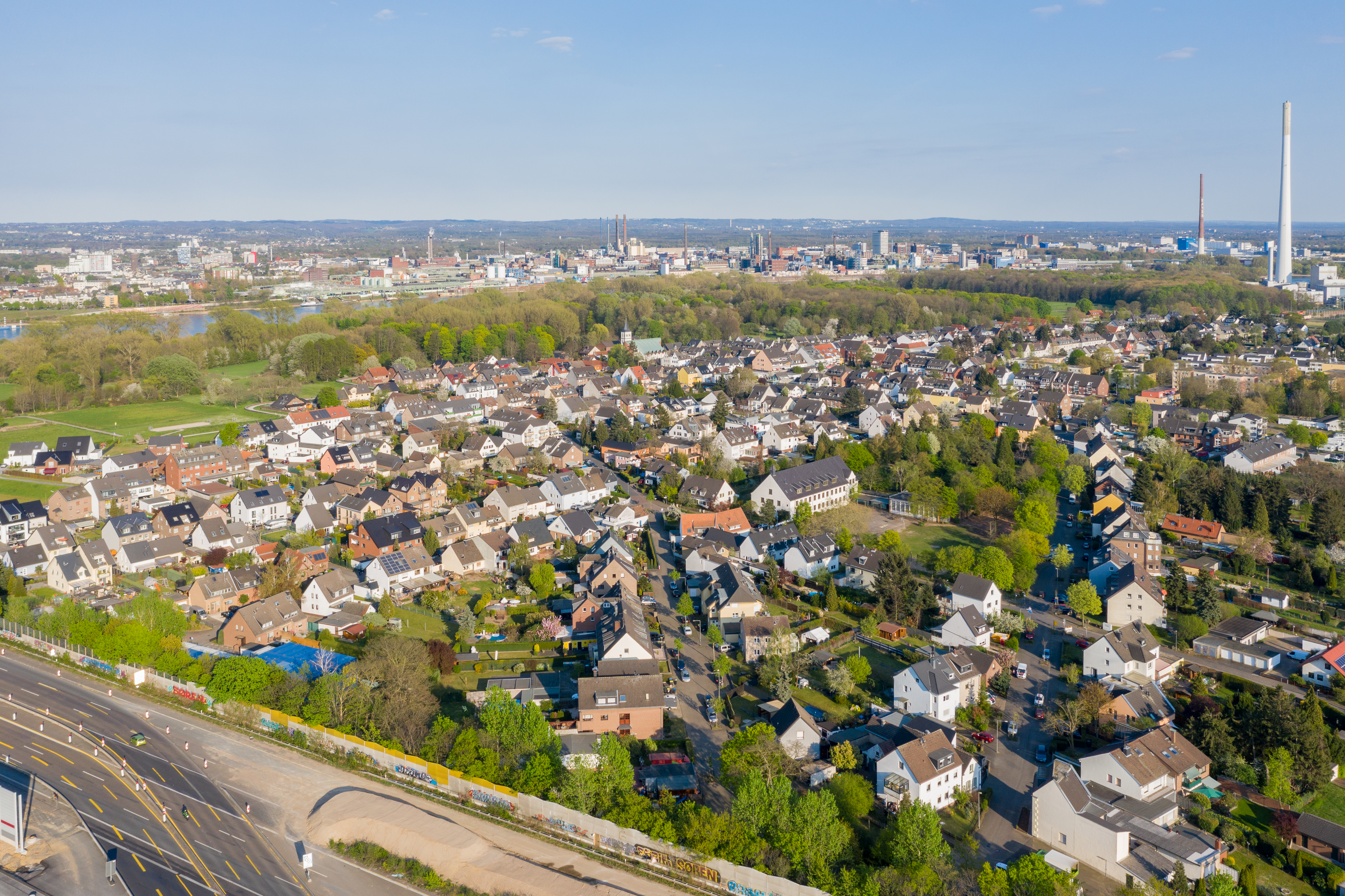
Köln-Merkenich 2020

## Lage
Der Stadtteil Merkenich umfasst das Gebiet der drei Rheindörfer (von Süden nach Norden) Merkenich, Rheinkassel und Langel sowie die westlich davon gelegenen Industrie- und Gewerbegebiete. Hier befand sich unter anderem das in den 1970er Jahren komplett abgerissene Dörfchen Feldkassel. Begrenzt wird dieses Gebiet vom Fühlinger See.
Südöstlich von Rheinkassel befindet sich Kasselberg, bestehend aus einem Gasthaus, einem Campingplatz und einigen wenigen Wohnhäusern. Kasselberg liegt vor dem Rheindeich und wird schon bei kleinerem Hochwasser überschwemmt. Ansonsten ist Merkenich seit wenigen Jahren durch eine Dammerhöhung und -stabilisierung gut geschützt.
Der Ort Langel ist nicht mit dem im rechtsrheinischen Süden Kölns befindlichen Stadtteil Langel zu verwechseln.

## Geschichte

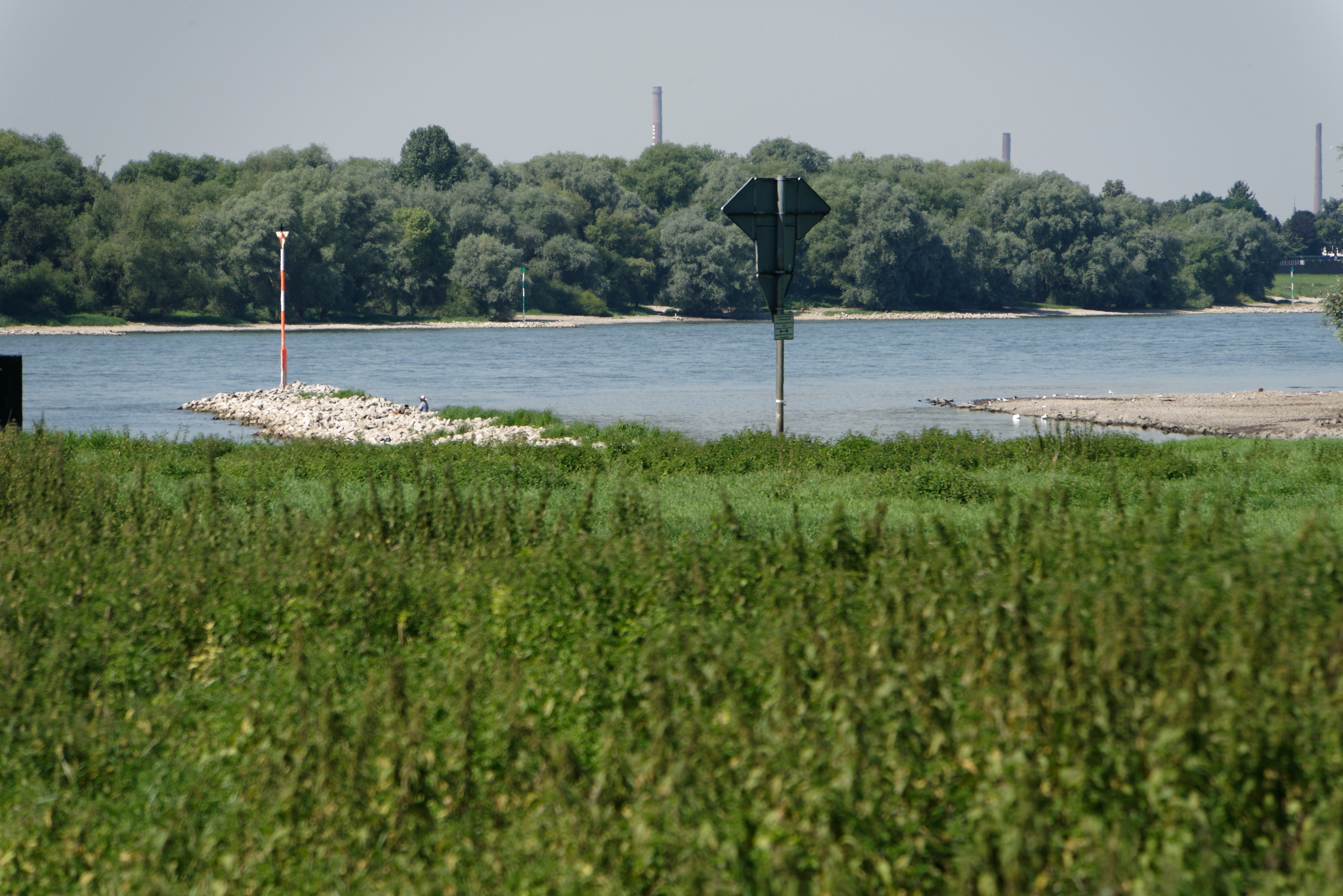
Wuppermündung in den Rhein

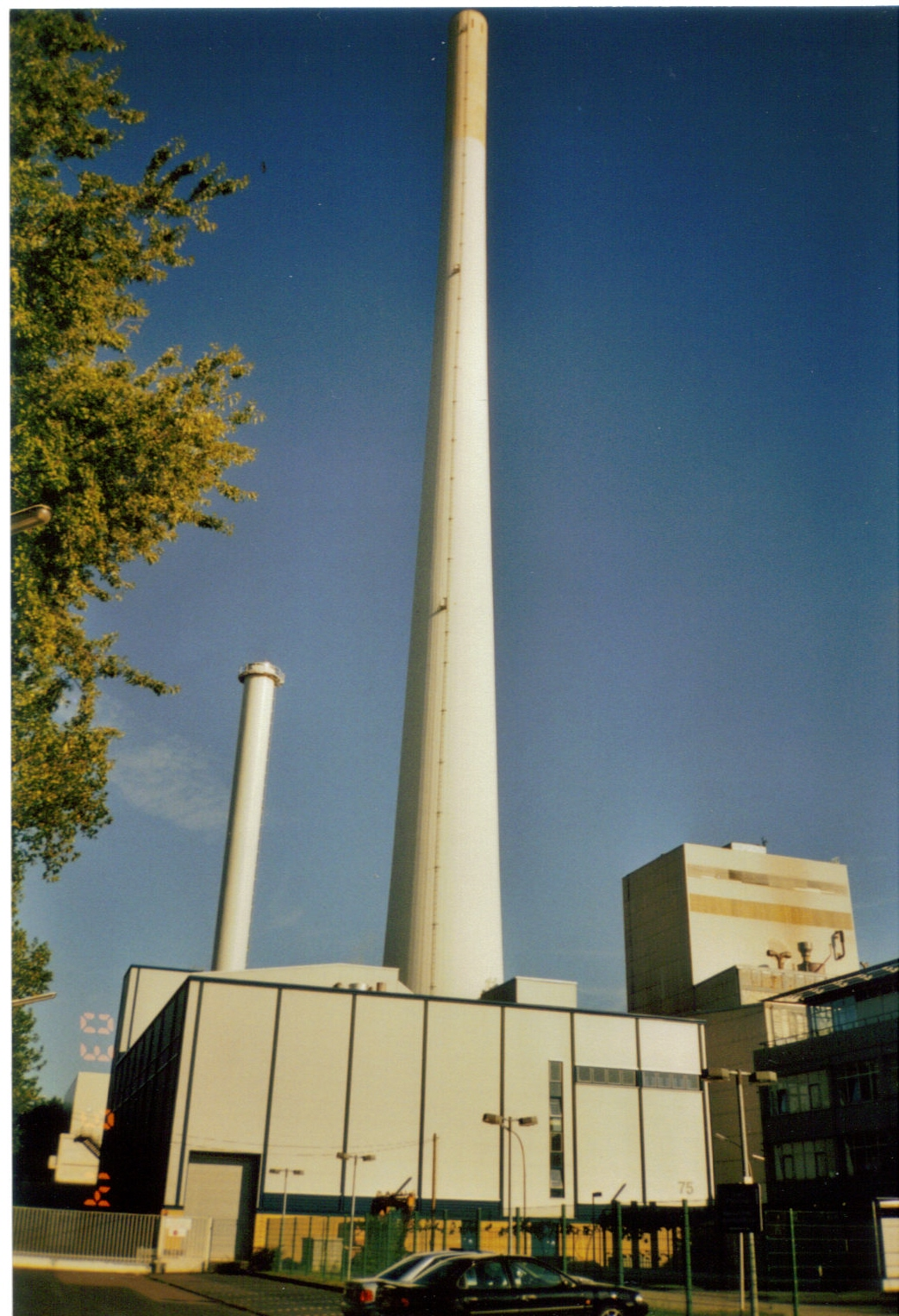
Heizkraftwerk Köln-Merkenich (2004)

Die vier Rheindörfer Merkenich, Rheinkassel, Langel und Kasselberg lagen entlang der römischen Straßenverbindung von Köln über Neuss und Xanten nach Nijmegen.
Da der Rhein die Grenze des Römischen Imperiums war, gab es in regelmäßigen Abständen Wachtürme. Ein solcher Wachturm ist vermutlich die Grundlage der Merkenicher Pfarrkirche St. Brictius. 1885 wurde beim Abbruch der alten Merkenicher Kirche ein römischer Weihestein gefunden. Ob die romanische Kirche St. Amandus in Rheinkassel ebenfalls auf einem solchen Turm ruht, ist nicht geklärt. Dafür spricht, dass sie gegenüber der Wuppermündung liegt, und Flussmündungen besonders überwacht wurden. In der Umgebung des abgerissenen Dorfes Feldkassel bei Köln-Fühlingen gab es zur Römerzeit mehrere Ziegeleien. Bei Feldkassel wurden auch im 19. und frühen 20. Jahrhundert Dachziegel hergestellt.
Die Merkenicher Kirche war vermutlich eine fränkische Gründung, da das Patronat von Brictius auf eine fränkische Kirche rückschließen lässt. Der Name Lachem, auf den sich später die Hofnamen Groß und Klein Lachem bezogen, die westlich von Merkenich auf dem heutigen ExxonMobil-Gelände lagen, wurde erstmals 1047 erwähnt. Merkenich wurde erstmals im März 1236 in einer Verkaufsurkunde aufgeführt, in der auch ein Ritter von Merkenich genannt wurde. Im Mittelalter wurde Merkenich von großen Hofanlagen geprägt, die meisten im Besitz der Stifte und Klöster Kölns. Der Ort gehörte zum kurkölnischen Amt Hülchrath.
1794 besetzten französische Revolutionstruppen Merkenich. Der Ort gehörte nun zur Mairie Worringen im Kanton Dormagen im Arrondissement Cologne im Département de la Roer. Nach dem Wiener Kongress kam Merkenich an das Königreich Preußen. 1816 wurde der Ort ein Teil der Bürgermeisterei Worringen im Landkreis Köln im Regierungsbezirk Köln. Nach dem Ersten Weltkrieg beschlagnahmte das britische Militär das Gut Groß-Lachem bei Merkenich, da es Reichsvermögen war.
1906 gründeten Merkenicher Bürger die erste Freiwillige Feuerwehr in Merkenich. Damit wurde die Feuerwehr in Woringen, die etwa 14 Jahre vorher gegründet worden war und Merkenich bis dahin mitversorgte, entlastet. Darüber hinaus führte die Gründung zu einer schnelleren Eintreffzeit im Einsatzfall. Die Freiwillige Feuerwehr Merkenich ist heute noch existent und in das System der Feuerwehr Köln integriert und für den Brandschutz in Merkenich zuständig.
Am 1. April 1922 wurde die Bürgermeisterei Worringen mit Merkenich, Rheinkassel, Kasselberg und Langel in die Stadt Köln eingemeindet. Als in den 1930er Jahren die Ford-Werke in Köln-Niehl direkt am Rhein errichtet wurden, unterbrachen sie die direkte Straßenverbindung von Merkenich nach Köln-Niehl. 1938 erhielt Merkenich ein neues Schulgebäude, am Spoerkelhof, mit einem neuen Lehrerhaus. Ende der 1950er Jahre wurde südlich von Merkenich ein Heiz- und Kraftwerk und der Esso-Hafen errichtet. Westlich von Merkenich entstand auf dem Gebiet der Gutshöfe Klein-Lachem und Groß-Lachem eine Esso-Raffinerie. Nachdem auf dem Gelände die Herstellung von Treibstoffen beendet wurde und nur noch andere Erdölprodukte hergestellt werden, wurde die Anlage zu einem Werk von Exxon-Chemicals.
Am 7. Oktober 1963 wurden die vier Ortschaften Kasselberg, Langel, Feldkassel und Rheinkassel dem Stadtteil Merkenich zugeteilt, zuvor gehörten sie zu Köln-Fühlingen. Am 3. Dezember 2020 hat die Bezirksvertretung Chorweiler die Verwaltung beauftragt, Rheinkassel und Langel zusammen mit Kasselberg zu einem neuen Stadtteil „Rheinkassel/Langel“ zusammenzufassen, und Feldkassel (wieder) dem Stadtteil Köln-Fühlingen zuzuordnen. Der Stadtteil Merkenich soll also künftig nur noch das Dorf Merkenich beinhalten.

### Bevölkerungsentwicklung
In Klammern ist der Ausländeranteil in % angegeben.
| 1980         | 1990         | 1995         | 2000         | 2001         | 2002         | 2003         | 2004         | 2005         | 2013         |
| ------------ | ------------ | ------------ | ------------ | ------------ | ------------ | ------------ | ------------ | ------------ | ------------ |
| 4.893 (22,4) | 4.882 (17,2) | 5.238 (14,7) | 5.387 (14,2) | 5.412 (13,8) | 5.506 (14,4) | 5.614 (14,5) | 5.616 (14,1) | 5.638 (12,7) | 5.752 (13,3) |

Die Arbeitslosenquote lag im Dezember 2013 bei 5,3 Prozent.

## Religion
- Katholische Kirche St. Brictius
- Katholische Kirche St. Amandus (Rheinkassel)
- Katholische Cohnenhofkapelle (Langel)
- Evangelische Andreaskirche
- Islamisches Gemeindezentrum (Feldkassel)

## Wirtschaft und Infrastruktur

Leverkusener Brücke (Bundesautobahn 1), Rhein mit Containerschiff (2005)

### Industrie
Während Rheinkassel und Langel mit ihrer Lage am Rhein und von Feldern umgeben zu den beliebteren Wohngegenden Kölns gehören, ist Merkenich von Industrie umzingelt: Südlich liegt das Heizkraftwerk Merkenich, das mit seinem 250 Meter hohen Schornstein den Ort überragt; westlich die chemischen Betriebe von Wacker, Westlake Vinnolit und ExxonMobil; nordwestlich das Entwicklungs- und Ersatzteilzentrum der Ford-Werke und auf der gegenüberliegenden Rheinseite die Stadt Leverkusen mit dem Chempark.

### Verkehr
Köln-Merkenich hat einen Autobahnanschluss an die Bundesautobahn 1, außerdem ist die A 57 rasch am Autobahnkreuz Köln-Nord erreichbar.

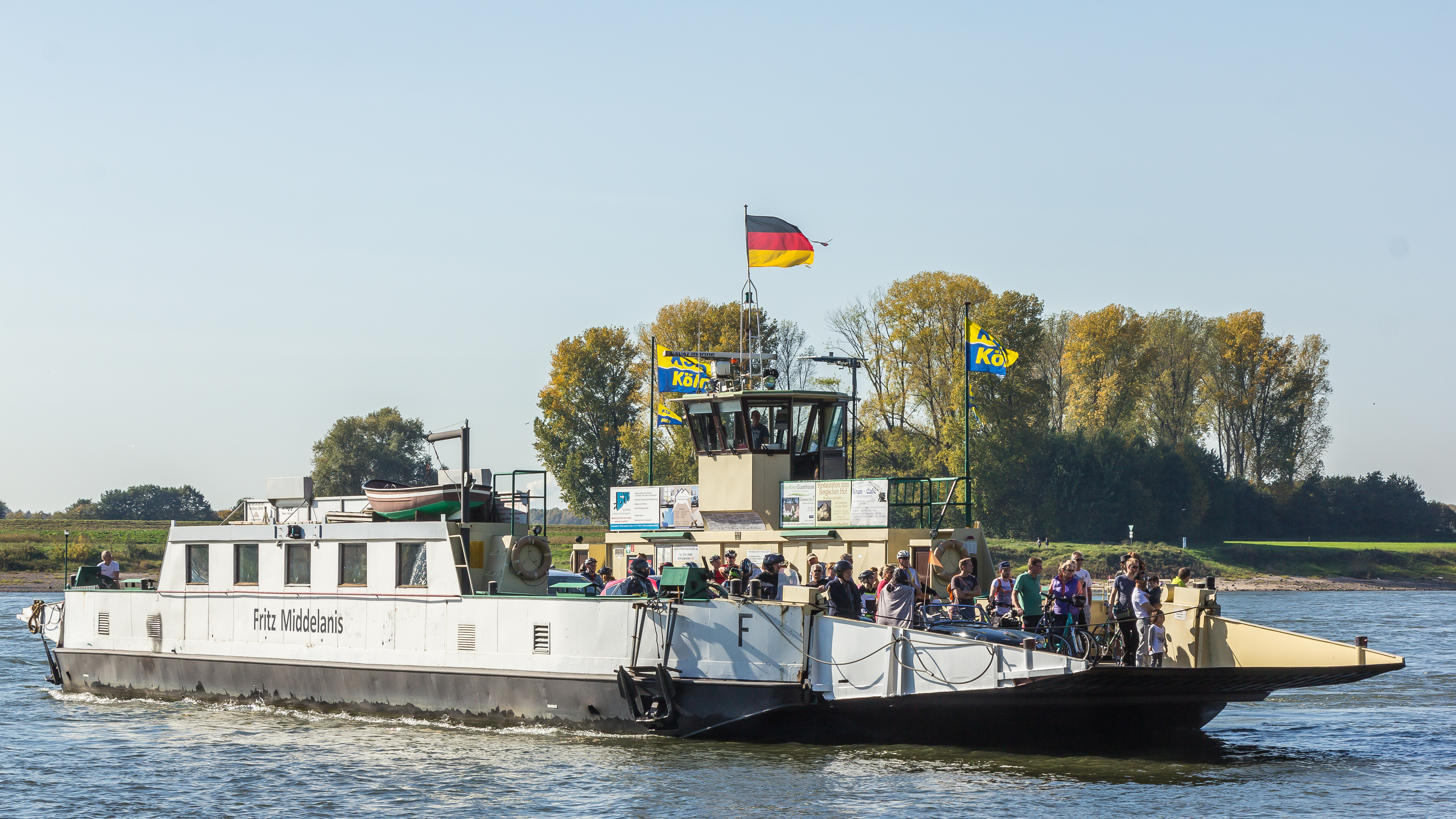
Rheinfähre Langel-Hitdorf

- Rheinfähren: Die Fährverbindungen von Merkenich nach Wiesdorf und von Langel nach Hitdorf (heute beide zu Leverkusen gehörig) sind schon recht alt. Heute ist allerdings nur noch die Fähre Langel – Hitdorf in Betrieb, da unmittelbar nördlich von Merkenich die Bundesautobahn 1 den Rhein überquert. Des Weiteren gab es eine kleine Personenfähre, die im nördlichen Bereich von Merkenich Personen zu den Bayer-Werken hinübersetzte.

### ÖPNV
Merkenich hat als einziger der vier Orte im Stadtteil Merkenich einen Anschluss an das Kölner Stadtbahnnetz mit der Stadtbahnlinie 12 der KVB.
| Linie | Verlauf / Anmerkungen | Takt (Mo–Fr) |
| ----- | --- | ------------ |
| 12    | Merkenich – Niehl Nord – Weidenpesch – U Neusser Straße/Gürtel – U Florastraße – U Lohsestraße – U Ebertplatz – U Hansaring – U Christophstraße/Mediapark – U Friesenplatz – U Rudolfplatz – Zülpicher Platz – Barbarossaplatz – Zollstock | 10 min       |

Rheinkassel, Langel und Feldkassel werden von der Buslinie 121 der KVB bedient: Langel – Rheinkassel – Merkenich – Feldkassel – Chorweiler – Lindweiler – Longerich – Bilderstöckchen – Neusser Straße/Gürtel.

## Bauten
Siehe auch die Liste der Baudenkmäler im Kölner Stadtteil Merkenich
- Katholische Kirche St. Brictius: Der Turm der  Pfarrkirche stammt aus der zweiten Hälfte des 12. Jahrhunderts. Das Obergeschoss und der darüber befindliche Knickhelm wurden 1886 errichtet. Der Turm ist seit 1964 freistehend, da die direkt an den Turm anschließende neuromanische Kirche abgerissen und durch einen zwischen 1961 und 1963 errichteten Neubau ersetzt wurde.
- Der Kaplanshof wurde laut Inschrift 1784 errichtet. Es handelt sich dabei um einen Vierkanthof mit einer Toreinfahrt. Die Wirtschaftsgebäude sind teilweise noch aus Fachwerk.

Katholische Kirche, Kirchturm
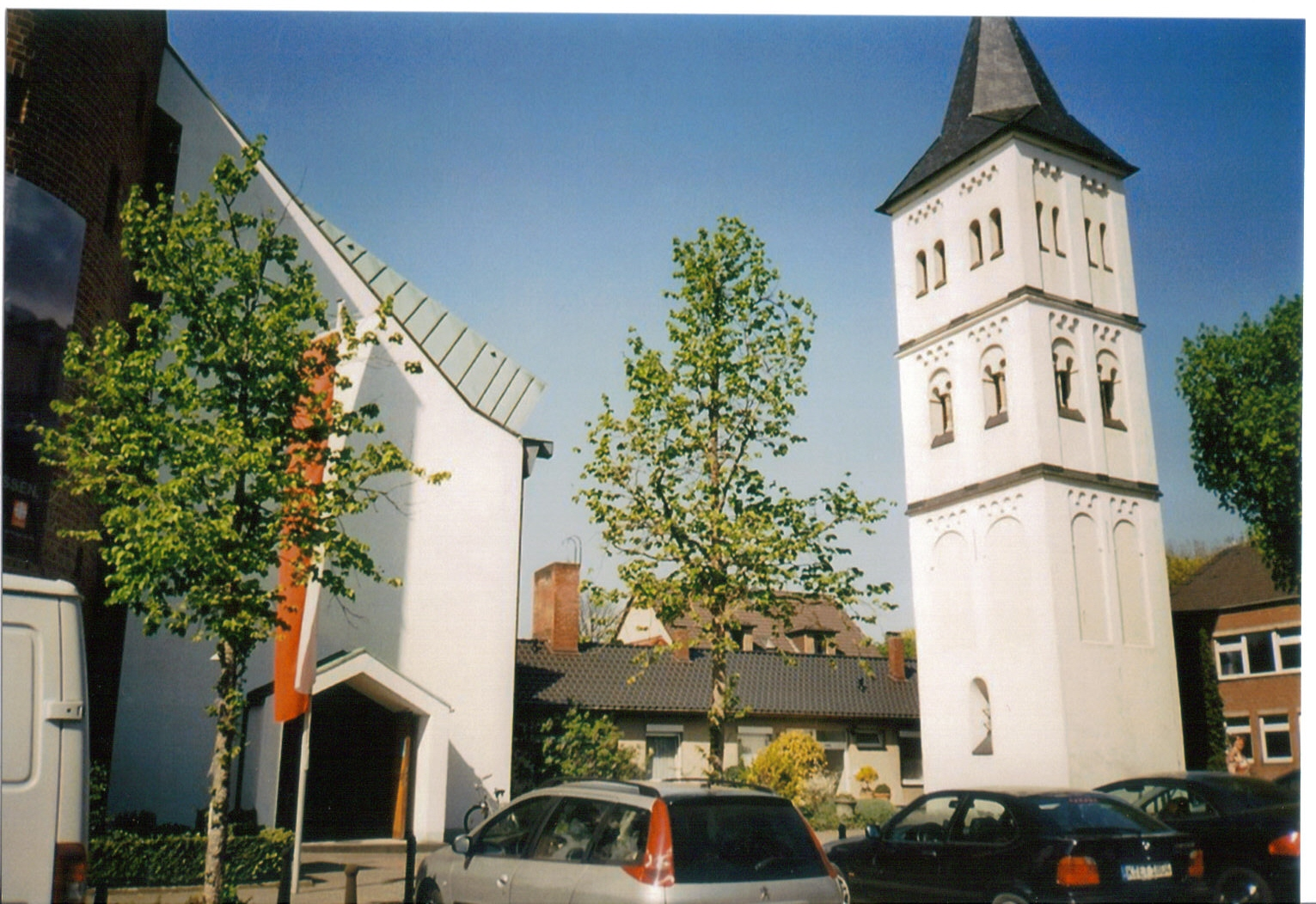
Katholische Kirche
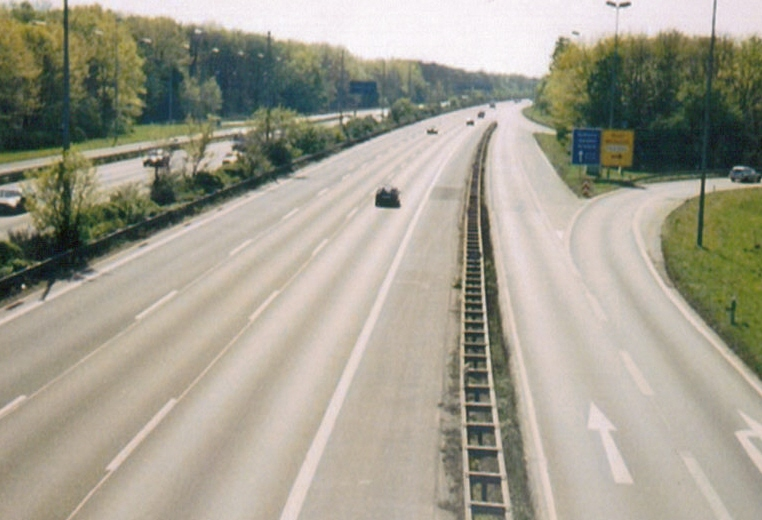
Köln-Merkenich, Autobahnausfahrt A 1